# Eduard Söring
Eduard Söring (* 24. März 1903; † 30. November 1987) war ein deutscher Wirtschaftsmanager und Musikförderer.

## Leben
Söring war von 1949 bis 1969 im Vorstand der BAT-Cigarettenfabriken GmbH in Hamburg. Nach dem Ausscheiden aus dem Berufsleben war er Förderer und Anreger des musikalischen Nachwuchses.
Eduard Söring war begeisterter Bratschist und Mitbegründer der Stiftung zur Förderung der Hamburgischen Staatsoper, die mit dem Eduard Söring-Preis junge Musikerinnen und Musiker in ihrer weiteren künstlerischen Entwicklung fördert.
Außerdem war er im Vorstand des Deutschen Musikrats und der Deutschen Stiftung Musikleben.
Die Deutsche Stiftung Musikleben vergibt jährlich den Eduard Söring-Preis für herausragende Leistungen im Fach Streicher zum Gedenken an ihr Ehrenmitglied.
Nach Söring wurde zudem der Konzertsaal der Stormarnschule in Ahrensburg benannt: Eduard-Söring-Saal.

## Preise und Auszeichnungen (Auswahl)
- 1964: Ehrensenator der Universität Hamburg[4]
- 1969: Bayerischer Verdienstorden
- 1970: Medaille für Kunst und Wissenschaft der Freien und Hansestadt Hamburg
- 1977: Verdienstkreuz 1. Klasse der Bundesrepublik Deutschland
- 1983: Großes Verdienstkreuz der Bundesrepublik Deutschland